# RAF Odiham
RAF Odiham is een vliegbasis van de Royal Air Force net ten zuiden van Odiham in het graafschap Hampshire. Anno 2013 is het een van de twee bases van de Support Helicopter Force, naast RAF Benson. Het herbergt drie squadrons met Chinook-helikopters evenals een squadron van de Army Air Force met Westland Lynx-helikopters.

## Historiek
De basis werd geopend in 1937 en wel door de stafchef van de Duitse Luftwaffe Erhard Milch. Tijdens de Tweede Wereldoorlog werd het onder meer gebruikt door North American Mustang- en Hawker Typhoon-gevechtsvliegtuigen. Na de geallieerde invasie van 1944 werd het een krijgsgevangenenkamp.
Na de oorlog kwam het vliegveld onder de controle van RAF Fighter Command. Er werden Supermarine Spitfires, Hawker Hunters, Gloster Javelins en de Havilland Vampires gestationeerd tot in 1959. De basis werd dan een tijdje stilgelegd en in 1961 opnieuw in gebruik genomen door RAF Transport Command, dat er Westland Whirlwind- en Wessex-transporthelikopters stationeerde, gevolgd door Bristol Belvederes en in 1970 Aérospatiale Pumas. De eerste Chinooks kwamen in Odiham aan in 1982.